# مؤشر الحيوية
مؤشر الحيوية هو مقياس لإظهار جودة البيئة من خلال الإشارة إلى أنواع الكائنات الحية الموجودة فيها. وغالبًا ما يُستخدم لتقييم جودة المياه في الأنهار. يتم قياسه من 1 إلى 10 ويتوافق مع جودة المياه الأساسية الأربعة (ممتازة أو جيدة أو متوسطة أو ضعيفة). تم تطوير مفهوم المؤشر الحيوي من قبل تشيري ستيفانز في محاولة لتوفير قياس بسيط لتلوث التيار وتأثيراته على بيولوجيا الدفق.